# Sejm Ustawodawczy (1848)

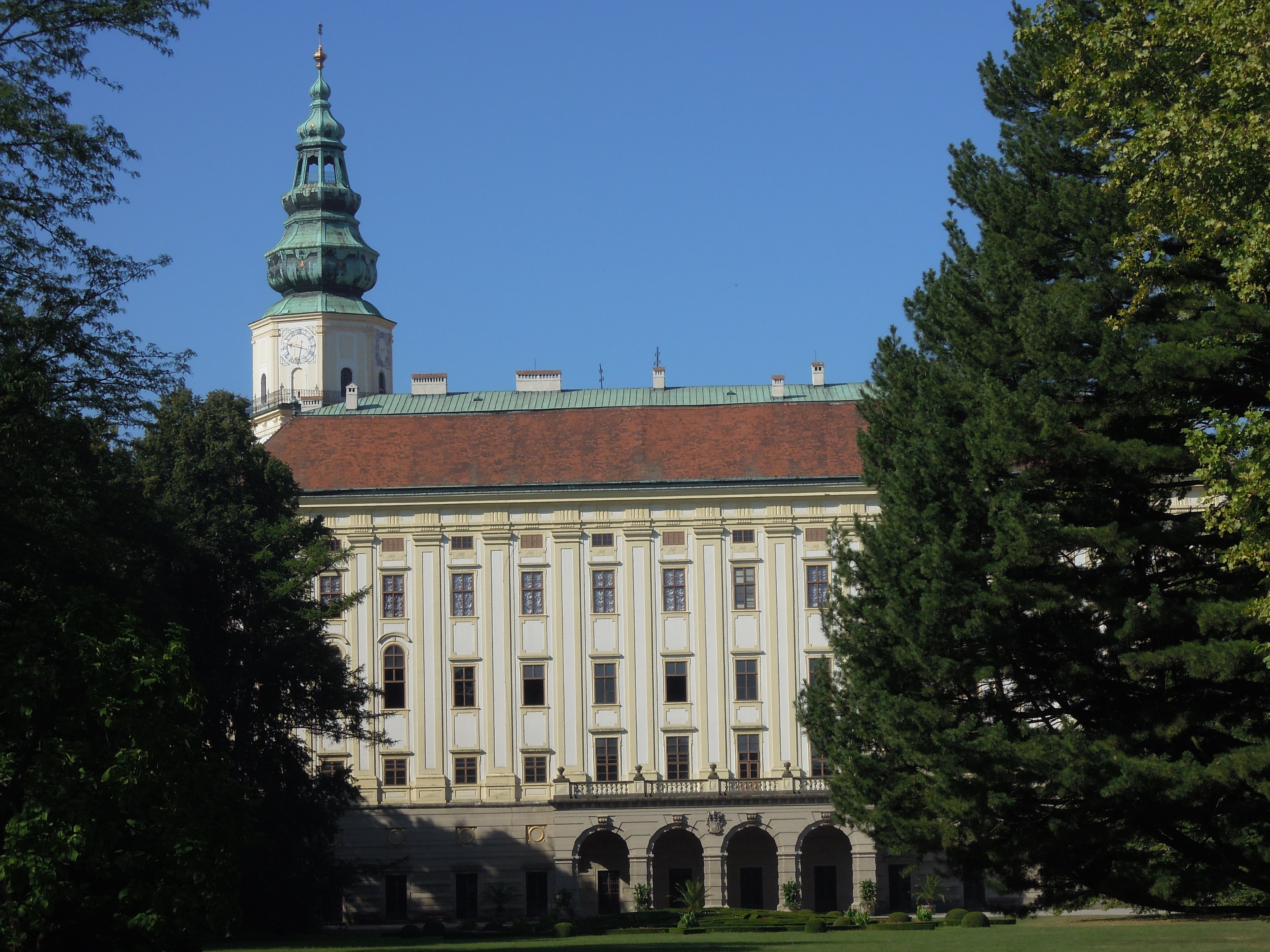
Pałac arcybiskupi w Kromieryżu na Morawach - siedziba sejmu

Sejm Ustawodawczy (niem. Reichstag; także jako „sejm rakuski”) – jednoizbowy parlament istniejący w latach 1848–1849 w Cesarstwie Austrii, powołany podczas Wiosny Ludów.
25 kwietnia 1848 w Wiedniu ogłoszono konstytucję, obowiązującą kraje dziedziczne Habsburgów. Była to konstytucja oktrojowana. Przewidywała dwuizbowy parlament, pośrednią i cenzusową ordynację wyborczą, oraz absolutne prawo weta dla władcy. 
Propozycja ta wywołała powtórną (po marcowej) rewolucję w Wiedniu, zwaną rewolucją majową. Pod naciskiem demonstracji rząd ustąpił, i ogłosił wybory do sejmu ustawodawczego, który miał uchwalić konstytucję. Wybory miały być powszechne i równe.
Sejm rozpoczął prace 22 lipca 1848, jego obrady otworzył arcyksiążę Jan. Pierwszą sprawą był problem języka obrad. Poseł Adolf Fischhof złożył wniosek, aby tym językiem był język niemiecki, jednak wniosek został od razu odrzucony przez większość słowiańską. Zamiast przeciągać spór na ten temat, zdecydowano zająć się najbardziej pilną sprawą - zniesieniem pańszczyzny.
Właśnie taki wniosek wniósł 26 lipca 1848 poseł Hans Kudlich z Śląska. Generalnie większość zgadzała się z zasadnością wniosku, jednak rozpoczęła się gorąca debata na temat odszkodowań dla właścicieli. Ostateczna wersję, z potwierdzeniem odszkodowań, uchwalono 7 września, a cesarz wkrótce zatwierdził tę ustawę.
6 października wybuchła w Wiedniu kolejna rewolucja, która przerwała obrady parlamentarne. 12 października prezydentem parlamentu został wybrany Franciszek Jan Smolka. 
31 października austriackie wojska pod dowództwem marszałka Alfreda Windischgrätza zdobyły Wiedeń, a obrady parlamentu zostały przeniesione do miasteczka Kromieryż. 22 listopada w parlamencie został utworzony Klub Słowiański, grupujący Czechów, Morawian, Ukraińców i Słowian południowych. Polacy nie brali udziału w jego pracach. 27 listopada w Kromieryżu został utworzony nowy rząd Cesarstwa. 
W ciągu miesięcy obrad parlamentu posłowie zauważyli sprzeczności społeczne oraz dążenia poszczególnych narodowości Austrii do decydowania o swoich sprawach, jak również silne więzi terytorialne poszczególnych krajów koronnych. Zawarto więc kompromis, przyjęty przez wszystkich zainteresowanych – postanowiono zachować autonomię krajów koronnych, natomiast podzielić je na mniejsze okręgi jednolite pod względem narodowościowym. Parlamentarny projekt konstytucji tworzył liberalne, demokratyczne państwo, w którym cesarz posiadał tylko prawo weta odraczającego w stosunku do uchwalonych ustaw.
Rządowi austriackiemu nie spodobał się ten projekt, i opracował własny. Był on, przeciwnie do parlamentarnego, nastawiony na wzrost centralizmu w państwie, wzmacniał pozycję rządu i cesarza. W związku z oporem parlamentu, 7 marca 1849 został on rozwiązany. Jednocześnie w tym samym dniu ogłoszono konstytucję oktrojowaną przez cesarza Franciszka Józefa I, antydatowaną na 4 marca - konstytucję marcową. Nigdy nie weszła w życie, ponieważ ogłoszono stan wyjątkowy, a później została unieważniona 31 grudnia 1851, patentem sylwestrowym.

## Literatura
- Henryk Wereszycki: Historia Austrii. Wrocław, 1972.